# Jakob Egholm
Jakob Egholm (ur. 27 kwietnia 1998 w Holbæk) – duński kolarz szosowy.

## Osiągnięcia
Opracowano na podstawie:

2016
- 2. miejsce w Trophée Centre Morbihan
  - 1. miejsce w klasyfikacji punktowej
  - 1. miejsce na 1. etapie
- 1. miejsce w mistrzostwach świata juniorów (start wspólny)

2018
- 7. miejsce w Skive–Løbet
- 7. miejsce w Eschborn–Frankfurt do lat 23

2019
- 4. miejsce w mistrzostwach Danii (do lat 23)

## Rankingi
| Rok             | 2018  | 2019  | 2020 | 2021 | 2022 | 2023  |
| --------------- | ----- | ----- | ---- | ---- | ---- | ----- |
| World Ranking   | 2295. | 1968. | -    | -    | -    | 2815. |
| UCI Europe Tour | 1529. | 1292. | -    | -    | -    | -     |
|                 |       |       |      |      |      |       |
| Źródło: UCI     |       |       |      |      |      |       |